# Ёра
Ёра — посёлок в Бессоновском районе Пензенской области России. Входит в состав Грабовского сельсовета.

## География
Посёлок находится в центральной части Пензенской области, в пределах западных склонов Приволжской возвышенности, в лесостепной зоне, на берегах реки Ёрки, на расстоянии примерно 5 километров (по прямой) к северо-востоку от села Бессоновки, административного центра района. Абсолютная высота — 141 метр над уровнем моря.
Климат
Климат характеризуется как умеренно континентальный, с жарким летом и холодной продолжительной зимой. Средняя температура воздуха самого холодного месяца (января) составляет −12 °C; самого тёплого месяца (июля) — 20 °C. Годовое количество атмосферных осадков составляет около 500 мм. Снежный покров держится в среднем в течение 148 дней в году.

## История
Основан в середине XIX века при помещичьем винокуренном заводе. В 1930 году, в посёлке, входившем в состав Первого Александровского сельсовета, имелось 10 хозяйств.

## Население
| 2010 |
| ---- |
| 22   |

Половой состав
По данным Всероссийской переписи населения 2010 года в гендерной структуре населения мужчины составляли 45,5 %, женщины — соответственно 54,5 %.
Национальный состав
Согласно результатам переписи 2002 года, в национальной структуре населения русские составляли 95 % из 21 чел.

## Улицы
Уличная сеть посёлка состоит из двух улиц:
- ул. Мордова
- ул. Подлесная